# Žluté tečky

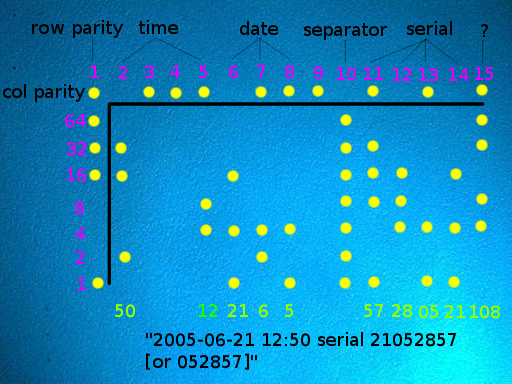
Dekódování žlutých teček dle Electronic Frontier Foundation

Žluté tečky (anglicky yellow dots) je v oboru počítačové bezpečnosti neformální označení metody nazývané rovněž tiskárnová steganografie nebo identifikační kód přístroje (anglicky Machine Identification Code – MIC), jejíž podstatou je skutečnost, že mnohé barevné laserové tiskárny a fotokopírky vše na sobě tištěné „podepisují“ digitálním vodoznakem realizovaným pomocí žlutých mikroteček, který je prostým okem neviditelný.
Organizace Electronic Frontier Foundation v roce 2005 oznámila vyluštění kódu, který podle ní obsahuje sériové číslo tiskárny, datum a čas. Později vznikly i programy, které umí tento kód znehodnotit dodáním dalších žlutých teček.
Využití nenápadné žluté barvy k vodoznakům se neomezuje pouze na tečky identifikující tiskárnu – například na bankovkách se používá konfigurace obvykle žlutých kroužků známá jako souhvězdí EURion.
Roku 2017 byla na základě nich odhalena a odsouzena whistleblowerka Reality Winner.